# La Devora
La Devora es una localidad peruana ubicada en el distrito de La Brea, perteneciente a la provincia de Talara del departamento de Piura, al norte del Perú. 

## Demografía
En el 2017 La Devora  tenía una población de 36 habitantes.